# Salda provancheri
Salda provancheri är en insektsart som beskrevs av Kelton och John D. Lattin 1968. Salda provancheri ingår i släktet Salda och familjen strandskinnbaggar. Inga underarter finns listade i Catalogue of Life.